# Ed van Tellingen
Eduard Johan (Ed) van Tellingen (23 november 1937) is een Nederlands politicus van de PvdA.
Hij was wethouder in Zeist voor hij in juli 1980 benoemd werd tot burgemeester van Oud-Beijerland. In 1989 volgde zijn benoeming tot burgemeester van Tiel, wat hij zou blijven tot hij in december 2002 met pensioen ging. Tijdens deze ambtsperiode was de hoogwatercrisis van 1995: op 31 januari 1995 en in de week daarna werden 250.000 mensen en de complete veestapels van boeren uit grote delen van het rivierengebied geëvacueerd wegens de gevaarlijk hoge waterstand van de Rijn, Maas en de Waal. Tegen de tijd van zijn pensionering solliciteerde Van Tellingen naar een wethouderspost voor de lokale partij ProTiel.
Later werd Van Tellingen gemeenteraadslid in Neerijnen en hij was daar fractievoorzitter toen hij begin 2011 uit de PvdA-fractie werd gezet. Van Tellingen besloot daarop zijn zetel niet in te leveren maar door te gaan als eenmansfractie. In 2014 deed hij mee aan de gemeenteraadsverkiezingen namens de nieuw gevormde partij Voor Neerijnen. De partij had drie zetels. In januari 2019 ging de gemeente Neerijnen op in de nieuw gevormde gemeente West Betuwe. Voor GroenLinks was Van Tellingen nog twee jaar burgerlid.